# Rupununi (savanne)

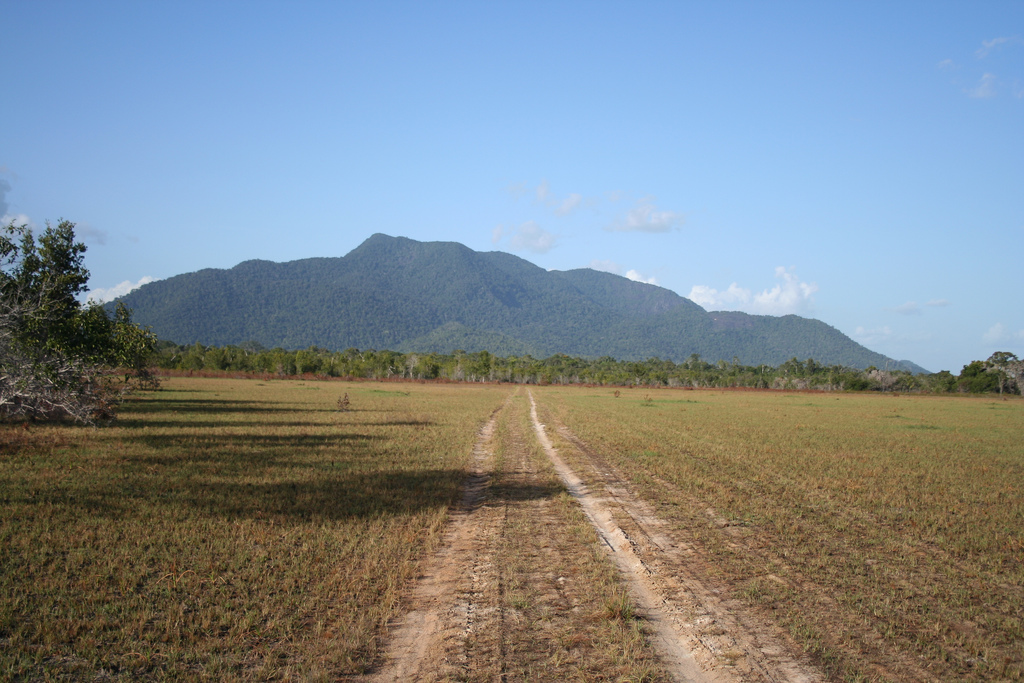
Rupununi, in de regio Upper Takutu-Upper Essequibo van Guyana

De Rupununisavanne is een savanne in Guyana, in de regio Upper Takutu-Upper Essequibo. Deze savanne is een ecoregio van de tropische en subtropische graslanden. Het planten- en dierenleven behoort tot het bioom van de woestijnen en droge struwelen.

## Beschrijving
De savanne ligt tussen de Rupununirivier en de grens met Brazilië en Venezuela. De vlakte wordt doorsneden door het Kanukugebergte. Opvallend is de verscheidenheid aan vogels, waaronder harpijen, maar er leven ook veel andere diersoorten, waaronder jaguars. De regio overstroomt meestal in het regenseizoen (mei - augustus).

## Bewoning
Er liggen inheemse dorpen verspreid over het gebied, evenals veel ranches die eigendom zijn van vaqueros (cowboys), van wie sommigen afstammelingen zijn van 19e-eeuwse Schotse kolonisten. De bekendste ranch is Dadanawa Ranch. De belangrijkste stad is Lethem, gelegen aan de Takuturivier, de grens met Brazilië. Door de uitgestrektheid van de savanne zijn de afstanden tot de rest van het land vrij groot en wordt de meeste handel gedreven met Brazilië. De meeste bewoners spreken dan ook een beetje Portugees.
Op 2 januari 1969 brak een opstand uit van veeboeren tegen het regime van premier Forbes Burnham in Georgetown, uit vrees voor onteigeningen en herverdeling van gronden. In Lethem werd de republiek Rupununi uitgeroepen, maar de opstand werd geen succes bij gebrek aan steun onder de lokale bevolking. De opstandelingen vluchtten naar Brazilië of Venezuela. Dit laatste land werd ervan beschuldigd een hand te hebben gehad in deze revolte.